# Lista de prêmios e indicações recebidos por Angelina Jolie
Angelina Jolie é uma atriz e cineasta americana que recebeu vários prêmios e nomeações, incluindo um Oscar, três Globos de Ouro, dois Screen Actors Guild Awards, quatro Teen Choice Awards e dois Satellite Awards. Depois de ter papéis menores em vários filmes, estrelou seu primeiro papel principal em Hackers (1995). Estrelou os telefilmes biográficos aclamados pela crítica George Wallace (1997) e Gia (1998), e ganhou o Oscar, Globo de Ouro, Screen Actors Guild Awards, Blockbuster Entertainment Awards e Critics' Choice Movie Awards na categoria de Melhor Atriz Coadjuvante por sua atuação no drama Girl, Interrupted (1999).
Alcançou reconhecimento internacional por seu papel como a arqueóloga aventureira Lara Croft no filme Lara Croft: Tomb Raider (2001). Por seu desempenho recebeu várias indicações a diversos prêmios, como ao Teen Choice Awards, MTV Movie Awards, Kids' Choice Awards e Saturn Award. Em 2003, retomou seu papel em Lara Croft Tomb Raider: The Cradle of Life, que não foi tão lucrativo quanto o original. No ano de 2005, protagonizou a comédia de ação Mr. & Mrs. Smith, na qual estrelou ao lado de Brad Pitt. O desempenho de ambos foi elogiado, e Jolie recebeu indicações ao Teen Choice Awards, People's Choice Awards e o MTV Movie Awards.
Sua performance como Mariane Pearl em A Mighty Heart (2007), fez com que recebesse nomeações ao Globo de Ouro, Screen Actors Guild Awards, Critics Choice Award, Chicago Film Critics Association Awards, Dallas-Fort Worth Film Critics Association, Empire Awards, Satellite Awards e diversos outros. Em 2008, interpretou Christine Collins em Changeling. Seu desempenho recebeu aclamação dos críticos cinematográficos, recebendo uma indicação ao Oscar, Globo de Ouro, BAFTA, Houston Film Critics Society Awards, IFTA, London Film Critics' Circle e outros na categoria de Melhor Atriz. Ainda no mesmo ano, estrelou ao lado de James McAvoy e Morgan Freeman no filme de ação Wanted (2008), que foi um sucesso internacional. De 2010 a 2014, a atriz recebeu vários prêmios por suas performances em filmes como Salt (2010), The Tourist (2010) e Maleficent (2014), e na sua estreia como cineasta com o filme In the Land of Blood and Honey (2011).

## Prêmios e nomeações mais importantes

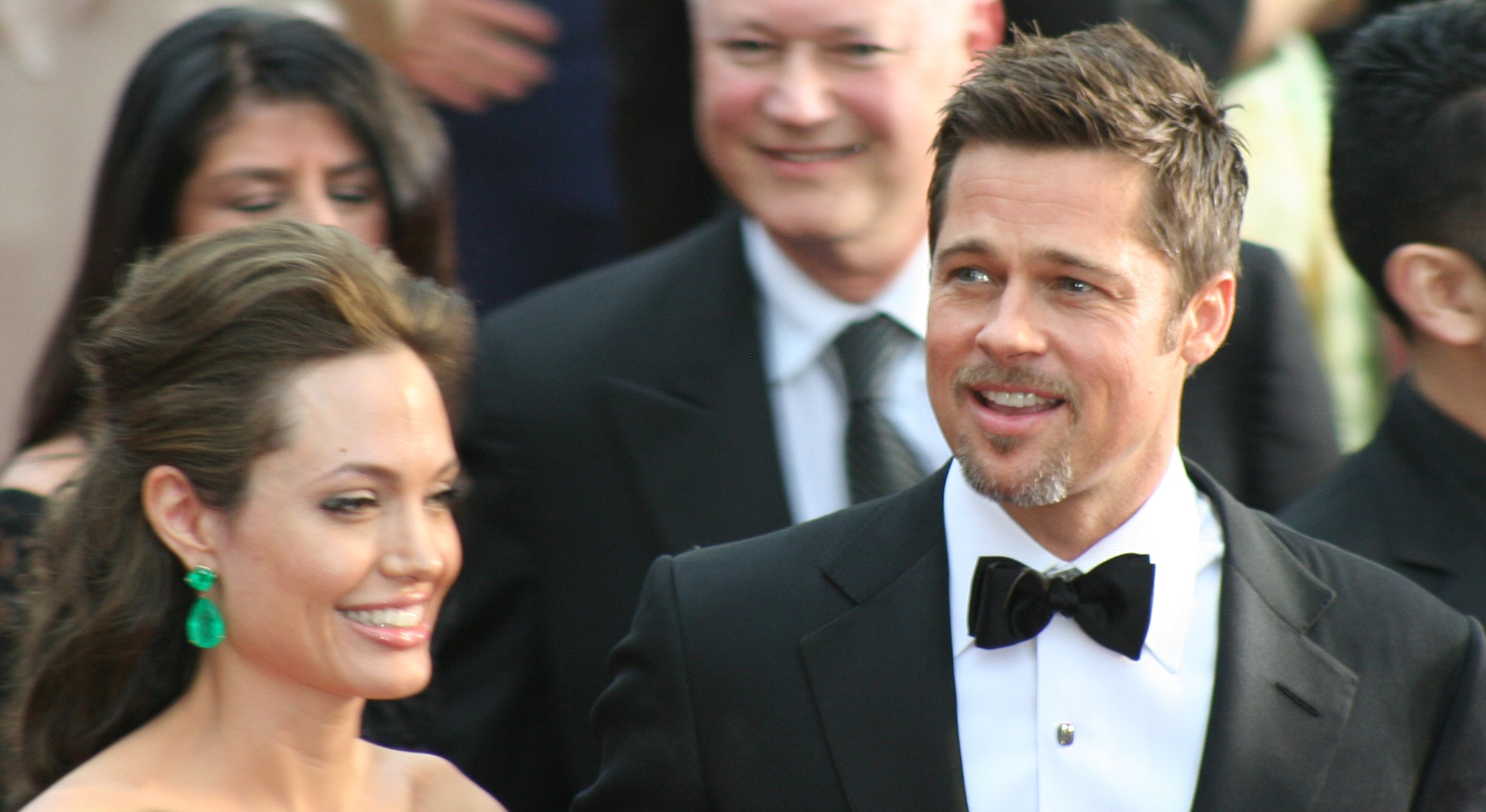
Jolie com seu até então marido Brad Pitt nos prêmios da Academia em fevereiro de 2009, em que foi nomeada pelo seu desempenho em Changeling.

### Óscar
Os prêmios da Academia são um conjunto de prêmios concedidos anualmente pela Academia de Artes e Ciências Cinematográficas pela excelência das realizações cinematográficas. Jolie ganhou um prêmio de duas indicações.
| Ano  | Filme                               | Categoria                        | Resultado |
| ---- | ----------------------------------- | -------------------------------- | --------- |
| 2000 | Girl, Interrupted                   | Melhor Atriz Coadjuvante         | Venceu    |
| 2009 | Changeling                          | Melhor Atriz                     | Indicada  |
| 2014 | Por Suas Contribuições Huminatárias | Prêmio Humanitário Jean Hersholt | Venceu    |

### BAFTA
Os British Academy Film Awards são apresentados em uma premiação anual exibida pela Academia Britânica de Cinema e Televisão. Jolie foi nomeada três vezes.
| Ano  | Filme                       | Categoria                          | Resultado |
| ---- | --------------------------- | ---------------------------------- | --------- |
| 2008 | Changeling                  | Melhor Atriz                       | Indicada  |
| 2014 | Maleficent                  | Kid's Vote - Longa metragem        | Indicada  |
| 2014 | Maleficent                  | Melhor filme                       | Indicada  |
| 2018 | First They Killed My Father | Melhor Filme em Língua Não Inglesa | Indicada  |

### Prêmios Emmy do Primetime
Os Prêmios Emmy do Primetime são galardões atribuídos pela Academia de Artes & Ciências Televisivas em reconhecimento da excelência da programação televisiva do horário nobre nos Estados Unidos.
| Ano  | Filme          | Categoria                                           | Resultado |
| ---- | -------------- | --------------------------------------------------- | --------- |
| 1998 | George Wallace | Melhor Atriz Coadjuvante em Minissérie ou Telefilme | Indicada  |
| 1998 | Gia            | Melhor Atriz em Minissérie ou Telefilme             | Indicada  |

### Prêmios Globo de Ouro

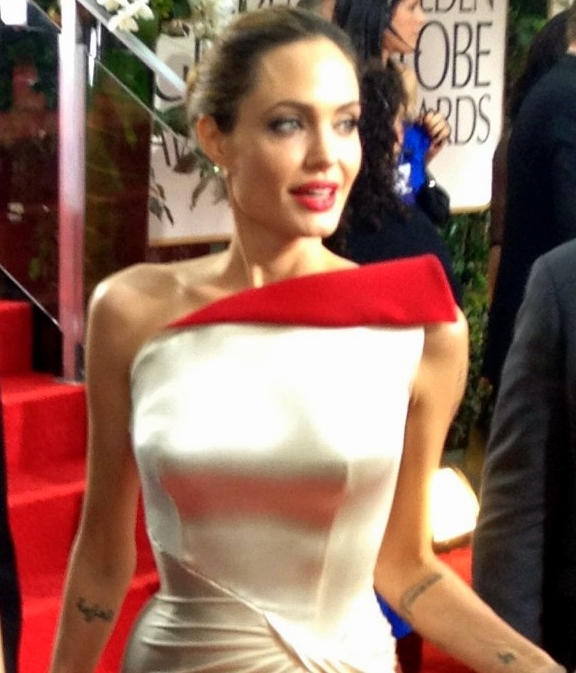
Jolie no Globo de Ouro em janeiro de 2012, no qual foi nomeada como produtora pelo filme In the Land of Blood and Honey

Os Prêmios Globo de Ouro é um prêmio concedido pelos 93 membros da Associação de Correspondentes Estrangeiros de Hollywood (HFPA) reconhecendo a excelência no cinema e na televisão, tanto nacionais como estrangeiros. Jolie recebeu três prêmios de sete indicações.
| Ano  | Filme                          | Categoria                                          | Resultado |
| ---- | ------------------------------ | -------------------------------------------------- | --------- |
| 1998 | George Wallace                 | Melhor Atriz Coadjuvante em Televisão              | Venceu    |
| 1999 | Gia                            | Melhor Atriz em Minissérie ou Filme para Televisão | Venceu    |
| 2000 | Girl, Interrupted              | Melhor Atriz Coadjuvante em Cinema                 | Venceu    |
| 2008 | A Mighty Heart                 | Melhor Atriz em Cinema - Drama                     | Indicada  |
| 2009 | Changeling                     | Melhor Atriz em Cinema - Drama                     | Indicada  |
| 2011 | The Tourist                    | Melhor Atriz em Cinema - Comédia ou Musical        | Indicada  |
| 2012 | In the Land of Blood and Honey | Melhor Filme em Língua Estrangeira                 | Indicada  |
| 2018 | First They Killed My Father    | Melhor Filme em Língua Estrangeira                 | Indicada  |
| 2025 | Maria                          | Melhor Atriz em Cinema - Drama                     | Indicada  |

### SAG Awards
Os Prêmios Screen Actors Guild são organizados pela Screen Actors Guild. Premiado pela primeira vez em 1995, os prêmios visam reconhecer excelentes realizações no cinema e na televisão. Jolie recebeu dois prêmios de quatro indicações.
| Ano  | Filme             | Categoria                               | Resultado |
| ---- | ----------------- | --------------------------------------- | --------- |
| 1999 | Gia               | Melhor Atriz em Minissérie ou Telefilme | Venceu    |
| 2000 | Girl, Interrupted | Melhor Atriz Coadjuvante em Cinema      | Venceu    |
| 2008 | A Mighty Heart    | Melhor Atriz Principal                  | Indicada  |
| 2009 | Changeling        | Melhor Atriz Principal                  | Indicada  |

### Tony Awards
Antoinette Perry Awards for Excellence in Theatre, ou mais comumente Tony Award, é o maior e mais prestigioso prêmio do teatro dos Estados Unidos, equivalente ao Oscar no cinema, Emmy na televisão e Grammy na música, entregue pela American Theatre Wing e pela The Broadway League em cerimônia anual na cidade de Nova Iorque.
| Ano  | Trabalho      | Categoria      | Resultado |
| ---- | ------------- | -------------- | --------- |
| 2024 | The Outsiders | Melhor Musical | Venceu    |

## Outros prêmios e nomeações

### Blockbuster Entertainment Awards
O Blockbuster Entertainment Awards foi um prêmio distribuído anualmente de cinema e música estadunidense, entre 1994 e 2001, em Los Angeles, California.
| Ano  | Filme              | Categoria                          | Resultado |
| ---- | ------------------ | ---------------------------------- | --------- |
| 2000 | Girl, Interrupted  | Atriz coadjuvante favorita - Drama | Venceu    |
| 2000 | The Bone Collector | Atriz favorita - Suspense          | Indicada  |
| 2001 | Gone in 60 Seconds | Atriz favorita - Ação              | Venceu    |

### Empire Awards
O Empire Awards é uma cerimônia de premiação britânica anual que honra as conquistas cinematográficas na indústria cinematográfica local e global. Os vencedores são concedidos a estatueta do prêmio do império. Os prêmios, apresentados pela primeira vez em 1996, são apresentados pela revista de cinema britânica Empire com os vencedores são escolhidos pelos leitores da revista.
| Ano  | Filme             | Categoria    | Resultado |
| ---- | ----------------- | ------------ | --------- |
| 1999 | Girl, Interrupted | Melhor atriz | Indicada  |
| 2007 | A Mighty Heart    | Melhor atriz | Indicada  |
| 2008 | Changeling        | Melhor atriz | Indicada  |

### Kids' Choice Awards
O Nickelodeon Kids' Choice Awards, também conhecido como Kids Choice Awards (KCAs), é uma premiação anual exibida no canal a cabo da Nickelodeon, que homenageia os maiores filmes de televisão, cinema e música do ano, conforme votado pelos espectadores da Nickelodeon. Jolie recebeu um prêmio de três indicações.
| Ano  | Filme                   | Categoria                | Resultado |
| ---- | ----------------------- | ------------------------ | --------- |
| 2001 | Lara Croft: Tomb Raider | Heroína de ação favorita | Indicada  |
| 2015 | Maleficent              | Atriz de cinema favorita | Indicada  |
| 2015 | Maleficent              | Vilã favorita            | Venceu    |

### MTV Movie & TV Awards
O MTV Movie & TV Awards é uma cerimônia de entrega de prêmios do cinema estadunidense televisionada anualmente pela MTV!. Os indicados e eventuais vencedores são escolhidos pelo público através das plataformas digitais da emissora. Jolie recebeu um prêmio de nove nomeações.
| Ano  | Filme                   | Categoria                                      | Resultado |
| ---- | ----------------------- | ---------------------------------------------- | --------- |
| 2002 | Lara Croft: Tomb Raider | Melhor atuação feminina                        | Indicada  |
| 2002 | Lara Croft: Tomb Raider | Melhor luta                                    | Indicada  |
| 2006 | Mr. & Mrs. Smith        | Melhor luta                                    | Venceu    |
| 2006 | Mr. & Mrs. Smith        | Melhor beijo                                   | Indicada  |
| 2008 | Beowulf                 | Melhor vilã                                    | Indicada  |
| 2009 | Wanted                  | Melhor atuação feminina                        | Indicada  |
| 2009 | Wanted                  | Melhor momento WTF (Habilidade de girar balas) | Indicada  |
| 2009 | Wanted                  | Melhor beijo                                   | Indicada  |
| 2011 | Salt                    | Maior Estrela Badass                           | Indicada  |

### NAACP Image Awards
A NAACP Image Awards é uma premiação concedida anualmente, desde 1970, pela National Association for the Advancement of Colored People (NAACP, em português: Associação Nacional para o Progresso de Pessoas de Cor) para os afro-americanos mais influentes do cinema, televisão e música do ano. Atualmente existem trinta e cinco categorias. Jolie recebeu um prêmio de três indicações.
| Ano  | Filme                          | Categoria                       | Resultado |
| ---- | ------------------------------ | ------------------------------- | --------- |
| 2007 | A Mighty Heart                 | Melhor atriz no cinema          | Indicada  |
| 2011 | In the Land of Blood and Honey | Melhor filme estrangeiro        | Venceu    |
| 2011 | In the Land of Blood and Honey | Direção excepcional em um filme | Indicada  |

### People's Choice Awards
People's Choice Awards é uma premiação que reconhece as pessoas, músicas e séries da cultura popular. Foi criada pelo produtor Bob Stivers e é exibida desde 1975 pela CBS. Jolie recebeu dois prêmios de dez indicações.
| Ano  | Filme                                 | Categoria                             | Resultado |
| ---- | ------------------------------------- | ------------------------------------- | --------- |
| 2005 | Sky Captain and the World of Tomorrow | Estrela feminina de ação favorita     | Venceu    |
| 2006 | Mr. & Mrs. Smith                      | Estrela feminina de ação favorita     | Indicada  |
| 2006 | Mr. & Mrs. Smith                      | Dupla favorita na tela                | Indicada  |
| 2009 | Wanted                                | Estrela feminina de ação favorita     | Venceu    |
| 2009 | Wanted                                | Estrela feminina em um filme favorita | Indicada  |
| 2010 | Salt                                  | Estrela de ação favorita              | Indicada  |
| 2010 | Salt                                  | Atriz favorita                        | Indicada  |
| 2014 | Maleficent                            | Estrela feminina de ação favorita     | Indicada  |
| 2014 | Maleficent                            | Atriz favorita                        | Indicada  |

### Golden Raspberry Awards
Golden Raspberry Awards é um prêmio cinematográfico humorístico dos Estados Unidos, concebido como uma paródia do Óscar pelo publicitário de Hollywood John Wilson. Jolie recebeu quatro indicações.
| Ano  | Filme                                                       | Categoria  | Resultado |
| ---- | ----------------------------------------------------------- | ---------- | --------- |
| 2001 | Lara Croft: Tomb Raider e Original Sin                      | Pior atriz | Indicada  |
| 2002 | Life or Something Like It                                   | Pior atriz | Indicada  |
| 2004 | Beyond Borders e Lara Croft Tomb Raider: The Cradle of Life | Pior atriz | Indicada  |
| 2005 | Alexander e Taking Lives                                    | Pior atriz | Indicada  |

### Satellite Awards
Os Satellite Awards são prêmios entregues anualmente pela International Press Academy, e que homenageiam a indústria cinematográfica e televisiva. Jolie recebeu dois prêmios de quatro indicações.
| Ano  | Filme          | Categoria                                        | Resultado |
| ---- | -------------- | ------------------------------------------------ | --------- |
| 1999 | Gia            | Melhor atriz em minissérie ou filme de televisão | Venceu    |
| 2007 | A Mighty Heart | Melhor atriz em filme dramático                  | Indicada  |
| 2008 | Changeling     | Melhor atriz em filme dramático                  | Venceu    |
| 2025 | Maria          | Melhor atriz em filme dramático                  | Pendente  |

### Saturn Award
Saturn Award é uma premiação organizada pela Academia de Filmes de Ficção Científica, Fantasia e Horror dos Estados Unidos e concedida aos mais destacados filmes, produções televisivas e profissionais nos gêneros de ficção científica, horror e fantasia. Jolie recebeu dois prêmios de seis indicações.
| Ano  | Filme                                 | Categoria                          | Resultado |
| ---- | ------------------------------------- | ---------------------------------- | --------- |
| 2001 | Lara Croft: Tomb Raider               | Melhor atriz em cinema             | Indicada  |
| 2004 | Sky Captain and the World of Tomorrow | Melhor atriz coadjuvante em cinema | Indicada  |
| 2008 | Changeling                            | Melhor atriz em cinema             | Venceu    |
| 2010 | Salt                                  | Melhor atriz em cinema             | Indicada  |
| 2015 | Maleficent                            | Melhor atriz em cinema             | Indicada  |
| 2015 | Unbroken                              | Melhor filme de ação e aventura    | Venceu    |

### Teen Choice Awards
O Teen Choice Awards é uma premiação que tem como foco principal os adolescentes, as cerimônias são apresentadas anualmente pela FOX. As categorias são baseadas nas realizações do ano, seja em música, filme, esporte, televisão, moda e muito mais, os vencedores são decididos por meio de votos, os jovens e adolescentes representam a maioria dos eleitores. Jolie recebeu quatro prêmios de quinze nomeações.
| Ano  | Filme                   | Categoria                                             | Resultado |
| ---- | ----------------------- | ----------------------------------------------------- | --------- |
| 1999 | Girl, Interrupted       | Melhor atriz                                          | Indicada  |
| 1999 | Girl, Interrupted       | Melhor chilique                                       | Indicada  |
| 2001 | Lara Croft: Tomb Raider | Melhor atriz em filme de drama                        | Indicada  |
| 2004 | Taking Lives            | Melhor cena assustadora                               | Indicada  |
| 2005 | Mr. & Mrs. Smith        | Melhor atriz em filme de ação/suspense                | Venceu    |
| 2005 | Mr. & Mrs. Smith        | Melhor química (compartilhado com Brad Pitt)          | Indicada  |
| 2005 | Mr. & Mrs. Smith        | Melhor cena de dança                                  | Indicada  |
| 2005 | Mr. & Mrs. Smith        | Melhor mentirosa                                      | Venceu    |
| 2005 | Mr. & Mrs. Smith        | Melhor beijo apaixonado (compartilhado com Brad Pitt) | Indicada  |
| 2005 | Mr. & Mrs. Smith        | Melhor luta (compartilhado com Brad Pitt)             | Venceu    |
| 2007 | A Mighty Heart          | Melhor atriz em filme dramático                       | Indicada  |
| 2009 | Changeling              | Melhor atriz em filme dramático                       | Indicada  |
| 2010 | Salt                    | Melhor estrela feminina em filme de verão             | Indicada  |
| 2010 | The Tourist             | Melhor atriz em filme de ação                         | Venceu    |
| 2014 | Maleficent              | Melhor atriz em filme de ação                         | Indicada  |

### Prêmios de críticos de cinema
| Ano  | Filme                          | Prêmio/Categoria                                                   | Resultado |
| ---- | ------------------------------ | ------------------------------------------------------------------ | --------- |
| 1999 | Girl, Interrupted              | Chicago Film Critics Association Award de Melhor atriz coadjuvante | Indicada  |
| 1999 | Girl, Interrupted              | Critics' Choice Movie Award de Melhor atriz coadjuvante            | Venceu    |
| 1999 | Girl, Interrupted              | San Diego Film Critics Society Award de Melhor atriz coadjuvante   | Indicada  |
| 2007 | A Mighty Heart                 | Chicago Film Critics Association Award de Melhor atriz             | Indicada  |
| 2007 | A Mighty Heart                 | Critics' Choice Movie Award de Melhor atriz                        | Indicada  |
| 2007 | A Mighty Heart                 | Dallas–Fort Worth Film Critics Association Award de Melhor atriz   | Indicada  |
| 2007 | A Mighty Heart                 | Houston Film Critics Society de Melhor atriz                       | Indicada  |
| 2007 | A Mighty Heart                 | London Film Critics' Circle Award de Atriz do ano                  | Indicada  |
| 2008 | Changeling                     | African-American Film Critics Association de Melhor atriz          | Venceu    |
| 2008 | Changeling                     | Chicago Film Critics Association Award de Melhor atriz             | Indicada  |
| 2008 | Changeling                     | Critics' Choice Movie Award de Melhor atriz                        | Indicada  |
| 2008 | Changeling                     | Houston Film Critics Society de Melhor atriz                       | Indicada  |
| 2008 | Changeling                     | International Online Film Critics' Poll de Melhor atriz            | Indicada  |
| 2008 | Changeling                     | London Film Critics' Circle Award de Atriz do ano                  | Indicada  |
| 2008 | Changeling                     | St. Louis Gateway Film Critics Association Award de Melhor atriz   | Indicada  |
| 2011 | In the Land of Blood and Honey | Women Film Critics Circle de Melhor narradora                      | Indicada  |
| 2014 | Unbroken                       | Critics' Choice Movie Award de Melhor direção                      | Indicada  |
| 2014 | Unbroken                       | Critics' Choice Movie Award de Melhor filme                        | Indicada  |
| 2018 | First They Killed My Father    | Critics' Choice Movie Award de Melhor filme estrengeiro            | Indicada  |

### Prêmios de festivais de cinema

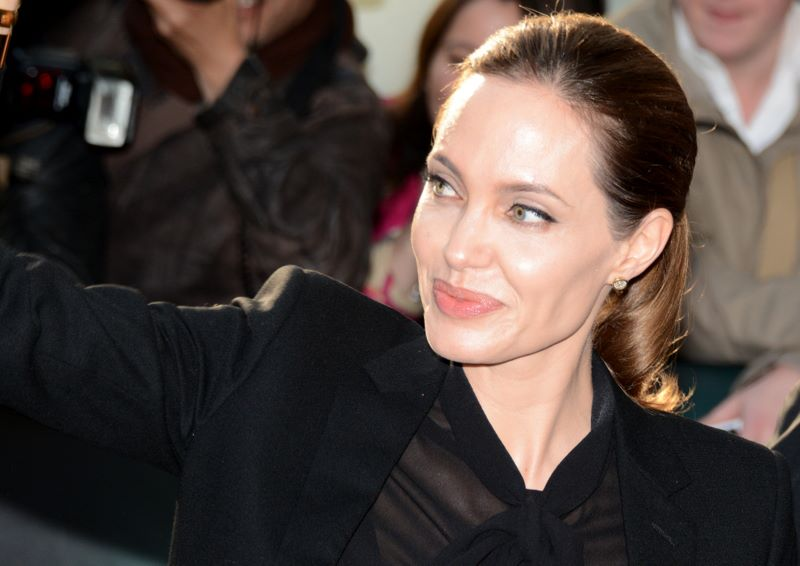
Jolie no festival de Cannes em 2013.

| Ano  | Filme             | Prêmio/Categoria                                                           | Resultado |
| ---- | ----------------- | -------------------------------------------------------------------------- | --------- |
| 1998 | Gia               | Outfest de Melhor atriz                                                    | Venceu    |
| 1999 | Girl, Interrupted | Hollywood Film Festival de Atriz do ano                                    | Venceu    |
| 2007 | The Good Shepherd | Berlin International Film Festival de Melhor conquista artística           | Venceu    |
| 2007 | A Mighty Heart    | Santa Barbara International Film Festival de Desempenho excepcional do ano | Venceu    |
| 2014 | Unbroken          | Heartland Film Festival de Filme do ano                                    | Venceu    |

### Diversos prêmios de cinema
| Ano  | Filme                          | Prêmio/Categoria                                                                            | Resultado |
| ---- | ------------------------------ | ------------------------------------------------------------------------------------------- | --------- |
| 1997 | George Wallace                 | CableAce Award de Melhor atriz coadjuvante em um Filme ou Minissérie                        | Indicada  |
| 1998 | Playing by Heart               | National Board of Review de desempenho de destaque em um filme                              | Venceu    |
| 2005 | Mr. & Mrs. Smith               | NRJ Ciné Award de Melhor luta                                                               | Venceu    |
| 2005 | Mr. & Mrs. Smith               | NRJ Ciné Award de Melhor beijo (compartilhado com Brad Pitt)                                | Venceu    |
| 2007 | A Mighty Heart                 | Independent Spirit Award de melhor atriz                                                    | Indicada  |
| 2008 | Changeling                     | Golden Schmoes Award de Atriz do ano                                                        | Indicada  |
| 2008 | Changeling                     | Irish Film & Television – Prêmio de Melhor atriz internacional                              | Indicada  |
| 2008 | Changeling                     | Italian Online Movie Award de Melhor atriz                                                  | Indicada  |
| 2008 | Wanted                         | National Movie Award de Melhor performance feminina                                         | Indicada  |
| 2008 | Wanted                         | Scream Award de Melhor atriz em um filme de fantasia ou programa de TV                      | Venceu    |
| 2010 | Salt                           | Alliance of Women Film Journalists de Melhor estrela feminina de ação                       | Indicada  |
| 2010 | Salt                           | Rembrandt Award de Melhor atriz internacional                                               | Venceu    |
| 2011 | In the Land of Blood and Honey | Cinema for Peace de Filme mais valioso do ano                                               | Venceu    |
| 2011 | In the Land of Blood and Honey | Cinema for Peace – Prêmio Honorário pela oposição à guerra e genocídio                      | Venceu    |
| 2011 | In the Land of Blood and Honey | Producers Guild of America – Prêmio Stanley Kramer                                          | Venceu    |
| 2011 | Kung Fu Panda 2                | Alliance of Women Film Journalists de Melhor atriz em filme de animação                     | Indicada  |
| 2011 | Kung Fu Panda 2                | Behind the Voice Actors Awards de Melhor desempenho vocal feminino em um longa metragem     | Indicada  |
| 2011 | Kung Fu Panda 2                | Behind the Voice Actors Awards de Melhor desempenho vocal de um elenco em um longa metragem | Venceu    |
| 2011 | Kung Fu Panda 2                | BTVAA Peoples' Choice de Melhor desempenho vocal feminino em um longa metragem              | Venceu    |
| 2014 | Unbroken                       | American Film Institute de Filme do ano                                                     | Venceu    |
| 2014 | Unbroken                       | National Board of Review de Os 10 Melhores filmes do ano                                    | Venceu    |

## Prêmios humanitários e outros

### Prêmios da Academia
O Prêmio Humanitário Jean Hersholt é uma distinção atribuída periodicamente pela Academia de Artes e Ciências Cinematográficas, premiando personalidades com contribuições de excepção em causas humanitárias.
| Ano  | Prêmio/Categoria                 | Resultado |
| ---- | -------------------------------- | --------- |
| 2013 | Prêmio Humanitário Jean Hersholt | Venceu    |

### Alliance of Women Film Journalists
A Alliance of Women Film Journalists (AWFJ) é uma organização sem fins lucrativos fundada em 2006 e localizada em Nova Iorque, dedicada ao trabalho e apoio às mulheres na indústria cinematográfica.
| Ano  | Prêmio/Categoria                | Resultado |
| ---- | ------------------------------- | --------- |
| 2007 | Prêmio por Ativismo Humanitário | Venceu    |
| 2008 | Prêmio por Ativismo Humanitário | Indicada  |
| 2009 | Prêmio por Ativismo Humanitário | Indicada  |
| 2010 | Prêmio por Ativismo Humanitário | Indicada  |
| 2011 | Prêmio por Ativismo Humanitário | Venceu    |
| 2013 | Ícone Feminino do Ano           | Venceu    |
| 2014 | Ícone Feminino do Ano           | Indicada  |